# Folkets progressiva parti
Folkets progressiva parti, på engelska People's Progressive Party (PPP), är det största politiska partiet i Guyana. PPP regerade landet 1992–2015 och sedan 2020 igen. Officiellt tidningsorgan är Thunder.

## Historia
PPP grundades den 1 januari 1950, i dåvarande Brittiska Guayana. Med stöd av fackföreningsrörelsen vann PPP valet till den lagstiftande församlingen i april 1953 och partiledaren Cheddi Jagan blev regeringsbildare. Sedan Jagan lagt fram ett förslag till nya arbetslivslagar sparkades han av den brittiska guvernören Alfred Savage, på grund av påstådd kommunistisk regeringsinfiltration.
Partiet splittrades 1957 när partiordföranden Forbes Burnham hoppade av PPP och bildade Folkets nationalkongress. Eftersom Burnham var afroguyan och Jagan indoguyan så kom deras partier att hämta sitt väljarstöd i respektive folkgrupp. Politiken i Guyana hade därmed fått en etnisk dimension som det sedan fått leva med, även efter att landet blev självständigt 1966.
Burnham styrde landet, från 1964 till sin död 1985, ofta anklagad för valfusk av det ledande oppositionspartiet PPP.
1970 utropade Burnham och hans regeringsparti Guyana till en "kooperativ republik", med viss uppbackning från PPP. Detta ledde till bildandet av en tredje kraft i guyansk politik, Det arbetande folkets allians under ledning av Walter Rodney.
President Desmond Hoyte öppnade, i början av 1990-talet, gradvis landet för demokratiska reformer vilket hjälpte PPP till makten 1992. Partiet har allt sedan dess varit i regeringsställning.
President Cheddi Jagan dog 1997 och efterträddes av hustrun Janet Jagan som dock redan efter ett par år, på grund av klen hälsa, tvingades lämna över stafettpinnen till Bharrat Jagdeo.
I valen i augusti 2006 fick PPP 54,6 % av rösterna och 36 av de 65 platserna i parlamentet.
I valet 2015 besegrades PPP av en allians av oppositionspartier, ledd av David A. Granger. Men efter valet 2020 kunde PPP åter bilda regering.

## Guyanas presidenterfrån PPP

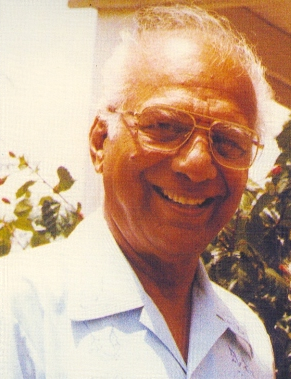
Cheddi Jagan (1992–1997)
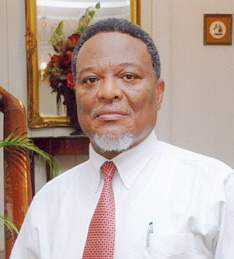
Sam Hinds (1997)
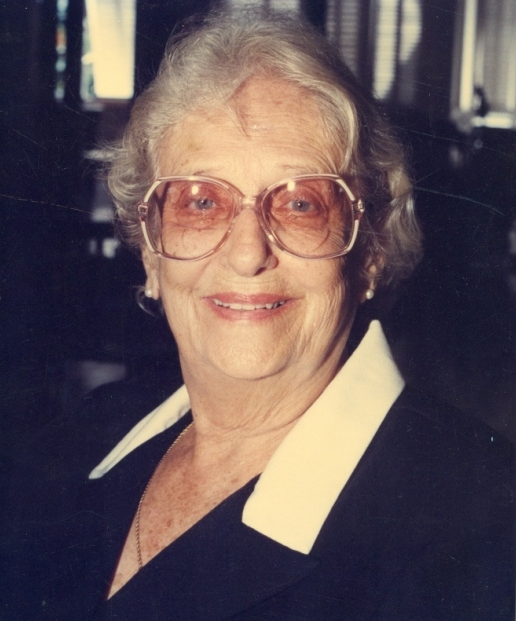
Janet Jagan (1997–1999)
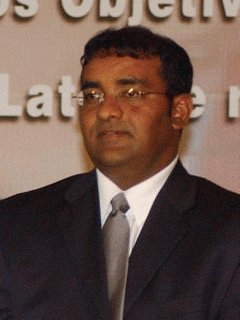
Bharrat Jagdeo (1999–2011)
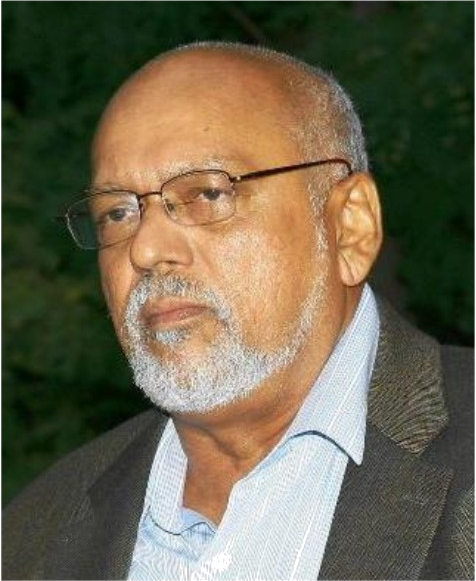
Donald Ramotar (2011–2015)
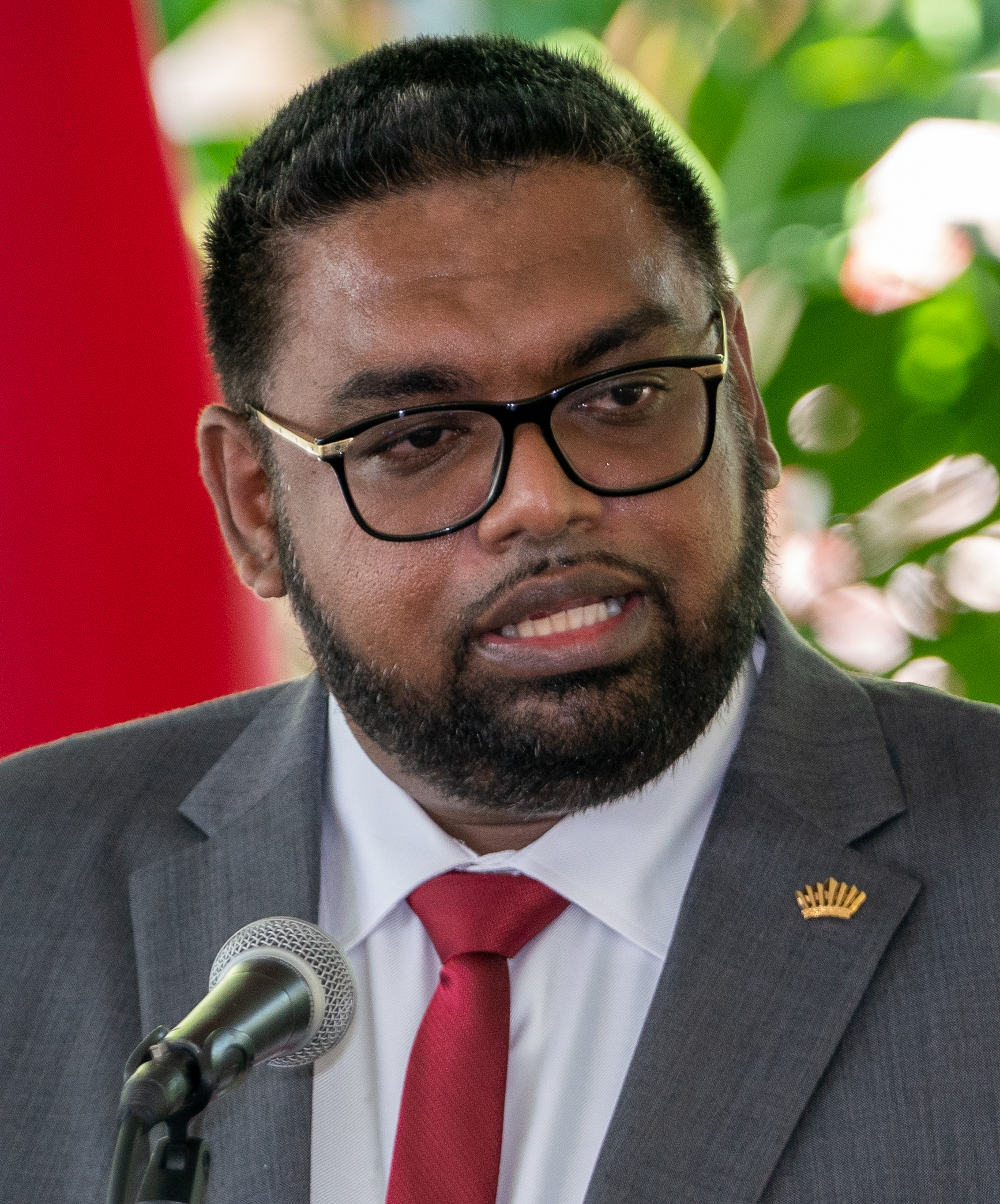
Irfaan Ali (sedan 2020)